# Grandview Heights (Nouvelle-Zélande)
Pour les articles homonymes, voir Grandview Heights (Ohio).
Grandview Heights  est une banlieue de l’ouest de la cité d’Hamilton située dans l’Île du Nord de la Nouvelle-Zélande.

## Population
Grandview avait une population de 3 132 habitants lors du  recensement de 2013 en Nouvelle-Zélande, en augmentation de 147 personnes depuis celui de 2006.
Il y avait 1 467 hommes et 1 662 femmes dont 65,1 % étaient européens/Pākehā, 32,4 % étaient Māori, 6,6 % étaient originaires du Pacifique et 9,0 % étaient asiatiques.
Lors du recensement de 2018 en Nouvelle-Zélande le nom disparut et la plus grande partie du secteur devint une partie de la localité de  Nawton East,.